# Daptonema sphaerolaimoides
Daptonema sphaerolaimoides is een rondwormensoort uit de familie van de Xyalidae.